# Leila Farias
Leila Farias (Maceió, 26 de abril de 1975), é uma modelo e ex-dançarina brasileira.

## Biografia
Embora alagoana, cresceu em Recife, foi professora de inglês, como modelo fez comerciais de tevê, foi capa da revista Forma Física, aficionada por malhação, sempre teve sua imagem associada a práticas esportivas e aos cuidados com o corpo.
Ganhou notoriedade em 1998, ao disputar e ficar em terceiro lugar no concurso A Nova Loira do Tchan! vencido por Sheila Melo, para substituir Carla Perez no grupo baiano.
Contratada da empresa Bicho da Cara Preta, a mesma produtora do É o Tchan!, e aproveitando o sucesso do pagode baiano nos anos 90, ingressou juntamente com a segunda colocada Daniela Freitas em outro grupo, o Companhia do Pagode e passou a residir em Salvador. O grupo teve diversas aparições em programas de televisão apresentados por Gugu, Faustão, Serginho Groissman e Ana Maria Braga.
Realizou um ensaio para revista masculina Playboy, juntamente com Daniela Freitas, em fevereiro de 1999, intitulado como "As louras da Cia. do Pagode".
Após a saída do grupo, voltou a residir em Recife. Na televisão apresentou alguns episódios do programa "Escolinha da Cinderela", em uma emissora regional, trabalhou também na rádio Transamérica de Recife no programa "Greia".

### Vida pessoal
Leila é prima distante do ex-tesoureiro de Fernando Collor, Paulo César Farias.
Atualmente é casada com o empresário Walter Leite Azevedo, com quem possui uma academia em Recife, tem uma filha chamada Camila.

## Carreira

### Álbuns no Companhia do Pagode
- 1999: Psiu-Psiu
- 2000: Dança do Canguru
- 2002: Millennium - Companhia do Pagode

### Singles
- Na Boquinha da Garrafa
- Dança do Strip-Tease
- Dança do Robô
- Psiu, Psiu
- Bicicleta
- Sanduíche
- Balanço da Cama